# Kristtorn-familien
Kristtorn-familien (Aquifoliaceae) er en lille familie med kun to slægter. De er stedsegrønne eller sjældnere: løvfældende træer eller buske (lianer). De indeholder tanniner og iridoider. Barken er tyk og harpiksholdig. Bladene er modsatte og toradede med hel rand.
| Slægter |

- Kristtorn (Ilex)
- Nemopanthus